# Dusika
Dusika (Akronym: De Unges Symfoniorkester I Københavns Amt) blev dannet i 1988 på initiativ af Musikudvalget i Københavns Amt. Orkestret har ca. 50 medlemmer mellem 13 og 25 år.
Orkestret bliver dirigeret af Casper Schreiber (f. 1973).